# Zittau-Reichenberger Eisenbahngesellschaft

Die Strecke der Zittau-Reichenberger Eisenbahn

Die Zittau-Reichenberger Eisenbahngesellschaft war eine Eisenbahngesellschaft in Sachsen. Sie war Eigentümer der grenzüberschreitenden Eisenbahnverbindung Zittau–Reichenberg.

## Geschichte
Erste Überlegungen zum Bau einer Eisenbahn zwischen Zittau und Reichenberg stammten schon vom Anfang der 1840er Jahre. Damals wurde eine Linienführung der späteren Sächsisch-Böhmischen Staatseisenbahn von Dresden durch die Oberlausitz in Richtung Prag erörtert.
Am 24. April 1853 schlossen Sachsen und Österreich einen Staatsvertrag über den Bau der Zittau-Reichenberger Eisenbahn. Teil des Vertrages war unter anderem auch die Vereinbarung, dass der etwaige Bau einer direkten Eisenbahnverbindung von Reichenberg ins benachbarte Preußen für eine Dauer von 25 Jahren ausgeschlossen war. Damit sicherte man der zu erbauenden Bahn eine Monopolstellung, die deren Wirtschaftlichkeit garantieren sollte.
Das Königreich Sachsen wollte die Strecke als Staatseisenbahn ausführen. Österreich hatte jedoch kein Interesse an einer fremden Staatsbahn auf eigenem Territorium. Als Ausweg blieb nur die Gründung einer privaten Eisenbahngesellschaft, an der sich der sächsische Staat mit über 90 % der Aktien beteiligte. Da in Österreich zu jener Zeit noch kein Konzessionsgesetz für den Privateisenbahnbau existierte, ruhte das Projekt zunächst für ein Jahr.
Am 13. September 1854 erließ Österreich die „Verordnung … betreffend die Ertheilung von Concessionen für Privat-Eisenbahnbauten“. Die Konzession für die Zittau-Reichenberger Eisenbahn wurde am 23. April 1855 erteilt, woraufhin der Bau der Strecke beginnen konnte. Der Bau mehrerer Großbrücken über die Lausitzer Neiße sowie Schwierigkeiten beim Grundstückserwerb führten mehrfach zu Bauverzögerungen. Der 745 Meter lange Neißeviadukt bei Zittau kostete mehr als 400.000 Taler. Er gehört auch heute noch zu den größten Eisenbahnbrücken in Sachsen.
Am 1. Dezember 1859 konnte schließlich die 26,61 Kilometer lange Strecke in Betrieb genommen werden. Die Betriebsführung übernahm die Königliche Direktion der östlichen Staatseisenbahnen auf Rechnung der Gesellschaft. Der erste Fahrplan wies insgesamt vier Zugpaare aus, die für die Gesamtstrecke etwa eine Stunde benötigten.
Im Gegensatz zu den Prognosen entwickelte sich das Verkehrsaufkommen nicht wie erwartet. Die Gesellschaft musste so jedes Jahr die staatliche Zinsgarantie in Anspruch nehmen.
Am 24. Oktober 1870 vereinbarten Sachsen und Österreich in einem neuen Staatsvertrag die Streichung der 25-jährigen Schutzklausel gegen die Errichtung neuer Bahnen von Reichenberg über die Reichsgrenze. Die Süd-Norddeutsche Verbindungsbahn (SNDVB) verlängerte ihre Strecke Pardubitz–Reichenberg bis nach Seidenberg in Preußen, wo Anschluss an die Berlin-Görlitzer Eisenbahn bestand. Die Strecke ging am 1. Juli 1875 in Betrieb. Zwischen Reichenberg und dem Abzweig bei Kilometer 3,6 nutzte die neue Strecke das freie zweite Planum der Zittau-Reichenberger Eisenbahn. Die SNDVB zahlte dafür jährlich 33.864 Mark an Pachtzins.
Als um die Jahrhundertwende der Umbau des Bahnhofes Reichenberg nötig wurde, konnte die Gesellschaft die anteiligen Kosten nicht mehr aus eigenen Mitteln aufbringen. Sachsen strebte darauf die Verstaatlichung an. Ein Staatsvertrag zwischen Österreich und Sachsen vom 26. April 1904 regelte schließlich die Bedingungen. Am 1. Januar 1905 kam die Zittau-Reichenberger Eisenbahn in sächsischen Staatsbesitz. Von den Königlich Sächsischen Staatseisenbahnen wurde sie fortan als RZ-Linie geführt.
Die Strecke besteht noch. Sie wird heute von den Eisenbahninfrastrukturunternehmen SŽDC (Tschechien), PLK (Polen) und DB Netz (Deutschland) anteilig verwaltet.
Für weitere Informationen zur Strecke der Zittau-Reichenberger Eisenbahn siehe Hauptartikel: Bahnstrecke Liberec–Zittau

## Lokomotiven und Wagen
Die Zittau-Reichenberger Eisenbahn erwarb für ihre Strecke die gleichen Lokomotiven und Wagen, wie sie auch bei der Östlichen und Westlichen Staatsbahn im Einsatz standen. Als Erstausstattung beschaffte man 1857 und 1859 sechs Gemischtzuglokomotiven der sächsischen Gattung II. Sie waren wie fast alle sächsischen Lokomotiven von Hartmann in Chemnitz gebaut worden. Außenseiter im Lokomotivpark war die 1847 bei Cockerill in Belgien gebaute REICHENBERG, die 1869 gebraucht von der Löbau-Zittauer Eisenbahn kam. Die Lokomotiven erhielten Namen, aber keine Nummern. Ab 1883 ersetzte man die alten Lokomotiven nach und nach durch solche der Gattung IIIb, wobei die Namen der ausgemusterten Lokomotiven auf die neu beschafften übergingen.
Zur Verstaatlichung im Jahr 1905 befanden sich nur noch die ab 1883 gebauten Lokomotiven der Gattung IIIb im Bestand. Alle sechs Maschinen kamen 1920 noch zur Deutschen Reichsbahn, die sie bis 1927 ausmusterte.
| Lokomotivübersicht | Lokomotivübersicht | Lokomotivübersicht         | Lokomotivübersicht | Lokomotivübersicht | Lokomotivübersicht | Lokomotivübersicht | Lokomotivübersicht                                                            | Lokomotivübersicht |
| ------------------ | ------------------ | -------------------------- | ------------------ | ------------------ | ------------------ | ------------------ | ----------------------------------------------------------------------------- | ------------------ |
| Name               | Gattung            | Hersteller                 | Fabrik-Nr.         | Baujahr            | Bahn-Nr. (1905)    | DR-Nummer (1924)   | Bemerkung                                                                     |                    |
| REICHENBERG        | I                  | Cockerill                  | 186                | 1847               | –                  | –                  | ursprüngliche BOHEMIA der Löbau-Zittauer Eisenbahn, 1869 erworben             |                    |
| GROTTAU            | II                 | Hartmann                   | 85                 | 1857               | –                  | –                  | 1858 als PILLNITZ an Östliche Staatsbahn                                      |                    |
| RICHARD HARTMANN   | II                 | Hartmann                   | 90                 | 1857               | –                  | –                  | nach 1898 ausgemustert                                                        |                    |
| HAMMERSTEIN        | II                 | Hartmann                   | 91                 | 1857               | –                  | –                  | Lokomotive der Löbau-Zittauer Eisenbahn, von 1858 bis 1860 im Bestand der ZRE |                    |
| SATURN             | II                 | Hartmann                   | 134                | 1859               | –                  | –                  | 1896 ausgemustert                                                             |                    |
| JUPITER            | II                 | Hartmann                   | 135                | 1859               | –                  | –                  | 1882 ausgemustert                                                             |                    |
| MARS               | II                 | Hartmann                   | 136                | 1859               | –                  | –                  | 1894 ausgemustert                                                             |                    |
| NEPTUN             | II                 | Hartmann                   | 142                | 1859               | –                  | –                  | 1897 ausgemustert                                                             |                    |
| JUPITER"           | IIIb               | Sächsische Maschinenfabrik | 1265               | 1883               | 486                | –                  | –                                                                             |                    |
| REICHENBERG"       | IIIb               | Sächsische Maschinenfabrik | 1445               | 1886               | 487                | –                  | –                                                                             |                    |
| MARS"              | IIIb               | Sächsische Maschinenfabrik | 2077               | 1895               | 488                | 34 7806            | –                                                                             |                    |
| SATURN"            | IIIb               | Sächsische Maschinenfabrik | 2211               | 1897               | 489                | –                  | –                                                                             |                    |
| NEPTUN"            | IIIb               | Sächsische Maschinenfabrik | 2212               | 1897               | 490                | –                  | –                                                                             |                    |
| RICHARD HARTMANN"  | IIIb               | Sächsische Maschinenfabrik | 2720               | 1902               | 491                | 34 7807            | –                                                                             |                    |